# تپه مردآباد (ماهدشت)
تپه مردآباد (ماهدشت) مربوط به هزاره ۵ تا هزاره سوم قبل از میلاد است و در شهرستان کرج مردآباد، داخل شهر واقع شده و این اثر در تاریخ ۲۷ دی ۱۳۷۷ با شمارهٔ ثبت ۲۲۵۲ به‌عنوان یکی از آثار ملی ایران به ثبت رسیده است.